# Joseph Ruttenberg
Joseph Ruttenberg (* 4. Juli 1889 in Sankt Petersburg; † 1. Mai 1983 in Los Angeles, Kalifornien) war ein US-amerikanischer Kameramann.

## Leben
Joseph Ruttenberg entstammt einer jüdisch-russischen Familie aus Sankt Petersburg. Als er zehn Jahre alt war, emigrierte seine Familie in die Vereinigten Staaten, wo sie sich in Boston niederließ. Dort begann er als junger Mann für eine Bostoner Tageszeitung als Fotojournalist zu arbeiten. 1915 ging er zur Fox Film Corporation in New York und wurde zum Kameramann ausgebildet. 1917 fotografierte er dann als bildgestaltender Kameramann (Director of Photography) seinen ersten Stummfilm. Ende der 1920er Jahre verließ er Fox und begann bei Paramount Pictures zu arbeiten. 1934 kam er von New York nach Hollywood und wurde Kameramann bei MGM. Für seine Arbeiten bei MGM wurde er zehn Mal für einen Oscar nominiert und gewann die Trophäe viermal. 1968 zog er sich ins Privatleben zurück.

## Filmografie (Auswahl)
- 1931: Der Kampf (The Struggle) – Regie: D. W. Griffith
- 1936: Piccadilly Jim – Regie: Robert Z. Leonard
- 1936: Three Godfathers – Regie: Richard Boleslawski
- 1936: Blinde Wut (Fury) – Regie: Fritz Lang
- 1937: Die Marx Brothers: Ein Tag beim Rennen (A Day at the Races) – Regie: Sam Wood
- 1938: Der große Walzer (The Great Waltz) – Regie: Julien Duvivier
- 1938: Engel aus zweiter Hand (The Shopworn Angel) – Regie: H. C. Potter
- 1938: Three Comrades – Regie: Frank Borzage
- 1939: Die Frauen (The Women) – Regie: George Cukor
- 1939: On Borrowed Time – Regie: Harold S. Bucquet
- 1939: Balalaika – Regie: Reinhold Schünzel
- 1940: Die Nacht vor der Hochzeit (The Philadelphia Story) – Regie: George Cukor
- 1940: Ihr erster Mann (Waterloo Bridge) – Regie: Mervyn LeRoy
- 1940: Broadway Melodie 1940 (Broadway Melody of 1940) – Regie: Norman Taurog
- 1940: Comrade X – Regie: King Vidor
- 1941: Die Frau mit den zwei Gesichtern (Two-Faced Woman) – Regie: George Cukor
- 1941: Mädchen im Rampenlicht (Ziegfeld Girl)
- 1941: Arzt und Dämon (Dr. Jekyll and Mr. Hyde) – Regie: Victor Fleming
- 1942: Mrs. Miniver – Regie: William Wyler
- 1942: Gefundene Jahre (Random Harvest) – Regie: Mervyn LeRoy
- 1942: Die Frau, von der man spricht (Woman of the Year) – Regie: George Stevens
- 1943: Madame Curie – Regie: Mervyn LeRoy
- 1944: Das Haus der Lady Alquist (Gaslight) – Regie: George Cukor
- 1944: Tagebuch einer Frau (Mrs. Parkington) – Regie: Tay Garnett
- 1945: The Thin Man Goes Home – Regie: Richard Thorpe
- 1945: Die Entscheidung (The Valley of Decision) – Regie: Tay Garnett
- 1945: Mann ohne Herz (Adventure) – Regie: Victor Fleming
- 1947: Desire Me – Regie: George Cukor, Mervyn LeRoy, Jack Conway, Victor Saville
- 1947: Killer McCoy – Regie: Roy Rowland
- 1948: B.F.’s Daughter – Regie: Robert Z. Leonard
- 1948: Die unvollkommene Dame (Julia Misbehaves) – Regie: Jack Conway
- 1949: Das Schicksal der Irene Forsyte (That Forsyte Woman) – Regie: Compton Bennett
- 1949: Geheimaktion Carlotta (The Bribe) – Regie: Robert Z. Leonard
- 1949: Side Street – Regie: Anthony Mann
- 1950: Von Katzen und Katern (The Big Hangover) – Regie: Norman Krasna
- 1950: Ihr Geheimnis (The Miniver Story) – Regie: H. C. Potter
- 1950: The Magnificent Yankee – Regie: John Sturges
- 1951: Kind Lady – Regie: John Sturges
- 1951: Zu jung zum Küssen (Too Young to Kiss)
- 1951: Grund zur Aufregung (Cause for Alarm!) – Regie: Tay Garnett
- 1952: Mein Herz singt nur für Dich (Because You’re Mine) – Regie: Alexander Hall
- 1952: Im Schatten der Krone (The Prisoner of Zenda) – Regie: Richard Thorpe
- 1953: Small Town Girl – Regie: László Kardos
- 1953: Julius Caesar – Regie: Joseph L. Mankiewicz
- 1954: Ihre zwölf Männer (Her Twelve Men) – Regie: Robert Z. Leonard
- 1954: Brigadoon – Regie: Vincente Minnelli
- 1955: Unterbrochene Melodie (Interrupted Melody) – Regie: Curtis Bernhardt
- 1956: Einladung zum Tanz (Invitation to the Dance) – Regie: Gene Kelly
- 1956: Die Hölle ist in mir (Somebody Up There Likes Me) – Regie: Robert Wise
- 1958: Gigi – Regie: Vincente Minnelli
- 1959: Die den Tod nicht fürchten (The Wreck of the Mary Deare) – Regie: Michael Anderson
- 1960: Telefon Butterfield 8 (Butterfield 8) – Regie: Daniel Mann
- 1961: Der Fehltritt (Two Loves) – Regie: Charles Walters
- 1961: Junggeselle im Paradies (Bachelor in Paradise) – Regie: Jack Arnold
- 1961: Ada – Regie: Daniel Mann
- 1962: Männer – hart wie Eisen (The Hook) – Regie: George Seaton
- 1965: Sylvia – Regie: Gordon Douglas
- 1965: … denn keiner ist ohne Schuld (The Oscar) – Regie: Russell Rouse
- 1968: Speedway – Regie: Norman Taurog

## Auszeichnungen
Oscar
Gewonnen:
- 1939: Der große Walzer (Beste Kamera)
- 1943: Mrs. Miniver (Beste Kamera schwarz/weiß)
- 1957: Die Hölle ist in mir (Beste Kamera schwarz/weiß)
- 1959: Gigi (Beste Kamera Farbe)

Nominiert:
- 1940: Ihr erster Mann (Beste Kamera schwarz/weiß)
- 1942: Arzt und Dämon (Beste Kamera schwarz/weiß)
- 1944: Madame Curie (Beste Kamera schwarz/weiß)
- 1945: Das Haus der Lady Alquist (Beste Kamera schwarz/weiß)
- 1954: Julius Caesar (Beste Kamera schwarz/weiß)
- 1961: Telefon Butterfield 8 (Beste Kamera Farbe)

Golden Globe Award
Gewonnen:
- 1954: Brigadoon (Beste Kamera Farbe)